# 清水雅人
清水 雅人（しみず まさと、1936年1月1日 - 2018年5月19日）は、日本の詩人、宗教評論家。

## 略歴
満洲生まれ。本名・清水佶（ただし）。1958年早稲田大学文学部国文科卒。『新宗教新聞』編集長をへて、1960年フリー、清水雅人事務所を設立。「宗教問題を考えるジャーナリストの会」発起人、「韓国人被爆者を救援する会議連絡会」世話人。1976年「宗教を現代に問う」（毎日新聞）で菊池寛賞受賞。2018年5月19日、胸部大動脈解離のため死去、82歳。

## 著書
- 『ギャンブラア 詩集』国文社 ピポー叢書 1957
- 『清水雅人著作選集』稜北出版

1 新しい宗教とは何か その秘儀と奇跡の救い 1986
2　世紀末の宗教 破滅を救う<霊界>曼陀羅 1986

### 共編著
- 『民衆宗教の実像 十二人の教祖たち』猪野健治,梅原正紀共著 月刊ペン社 1972
- 『創価学会・公明党を問う』梅原正紀共編著 大陸書房 1976
- 『日本の民衆宗教』松野純孝共編 エヌエス出版会 1976
- 『宗教法人と税』編著 ジャプラン出版 1989
- 『新宗教時代』全4巻 編 大蔵出版 1994-95

## 注
1. ↑  『現代日本人名録』1987年
2. ↑  訃報：清水雅人さん 82歳＝宗教評論家 ／東京 毎日新聞 2018年6月6日